# ソティリオス・ヴェルシス
ソティリオス・ヴェルシス（Sotirios Versis、希: Σωτήριος Βερσής'、1876年 - 1919年）は、ギリシャの陸上競技選手、重量挙げ選手である。彼は、1896年に開催されたアテネオリンピックで円盤投とウエイトリフティング（両手ジャーク）で3位に入賞した。

## 経歴
アテネの出身。陸上競技の投てき種目とウエイトリフティングに取り組み、アテネオリンピックではギリシャ代表として陸上競技の円盤投、ウエイトリフティングの片手ジャーク、両手ジャークの合わせて3種目に出場した。
アテネオリンピックの円盤投は、パナシナイコスタジアムを会場として4月6日（決勝のみ）に実施された。この種目には5つの国から9人の選手が出場して投てき5回を行い、その結果で順位を競い合った。結果はアメリカ合衆国代表のロバート・ギャレットが29.15メートルを投げて優勝し、ギリシャ代表のパナギオティス・パラスケボポウロスが28.95メートルで続いた。ヴェルシスは27.78メートルを投げて、3位に入賞した
。
両手ジャークは、片手ジャークと同日の4月7日に5つの国から6人の選手が出場してパナシナイコスタジアムで行われた。結果はデンマーク代表のヴィゴ・イェンセンが111.5キログラムで1位となり、イギリス代表のローンセストン・エリオットが同記録ながら2位となった。ヴェルシスは90.0キログラムで、4位のギリシャ代表ゲオルギオス・パパシデリス、5位のドイツ代表カール・シューマンと同記録だったが3位入賞となった。
片手ジャークは、両手ジャークと同日の4月7日に3つの国から4人の選手が出場してパナシナイコスタジアムで行われた。こちらの結果はエリオットが71.0キログラムで1位、イェンセンが57.0キログラムで2位、3位はギリシャ代表のアレクサンドロス・ニコロポウロスがイェンセンと同記録で入賞した。ヴェルシスは40.0キログラムで最下位だった。
ヴェルシスは4年後のパリオリンピックにもギリシャ代表として砲丸投に出場した。ただしこの時には、記録なしで予選落ちしている。

## オリンピックでの成績
| 年   | 大会               | 場所               | 種目         | 結果     | 記録     |
| ---- | ------------------ | ------------------ | ------------ | -------- | -------- |
| 1896 | アテネオリンピック | アテネ（ギリシャ） | 円盤投       | 3位      | 27.78m   |
| 1896 | アテネオリンピック | アテネ（ギリシャ） | 両手ジャーク | 3位      | 90.0kg   |
| 1896 | アテネオリンピック | アテネ（ギリシャ） | 片手ジャーク | 4位      | 40.0kg   |
| 1900 | パリオリンピック   | パリ（フランス）   | 砲丸投       | 予選落ち | 記録不明 |